# Линейная булева функция
Линейная булева функция — булева функция, полином Жегалкина которой имеет первую степень. Более развёрнуто  булева функция {\displaystyle f(x_{1},\ldots ,x_{n})} называется линейной, если она выражается в виде:
{\displaystyle f(x_{1},\ldots ,x_{n})=a_{1}x_{1}\oplus \ldots \oplus a_{n}x_{n}\oplus a_{0}}
Примеры линейных булевых функций: тождественный {\displaystyle 0}, тождественная {\displaystyle 1}, тождественная функция, отрицание, исключающее или, эквиваленция. Конъюнкция и дизъюнкция линейными не являются.
Линейные функции допускают также двойственное определение. Булева функция является линейной тогда и только тогда, когда её кополином Жегалкина имеет первую степень. Линейные функции легко переводятся между представлениями в виде полинома и кополинома при помощи следующих свойств:
- {\displaystyle x\leftrightarrow y=x\oplus y\oplus 1}
- {\displaystyle x\oplus y=x\leftrightarrow y\leftrightarrow 0}

Все коэффициенты при переменных у полинома и кополинома линейной функции равны; свободные члены равны, когда в полиноме (кополиноме) чётное число переменных с ненулевыми коэффициентами, а при нечётном — свободные члены противоположны.
Количество линейных функций {\displaystyle n} переменных равно {\displaystyle 2^{n+1}}. Переменная {\displaystyle x_{i}} линейной функции существенна тогда и только тогда, когда она входит в полином с ненулевым коэффициентом. Функция является линейной тогда и только тогда, когда значения функции на любых двух соседних по существенной переменной наборах отличаются. У любой линейной функции равное количество нулей и единиц.
Линейная булева функция без фиктивных переменных не меняет значение внутри одного слоя булева куба, однако на соседних слоях они противоположны. Поэтому линейная функция без фиктивных имеет характерное геометрическое представление: она просто чередует своё значение на слоях булева куба.

## Класс линейных функций
Множество всех линейных булевых функций образует замкнутый класс, предполный в {\displaystyle P_{2}}. Таким образом, класс линейных функций является одним из пяти предполных классов булевой логики. Класс линейных функций обозначается {\displaystyle L} или {\displaystyle L_{1}} (обозначение Поста). В {\displaystyle L} четыре предполных класса: {\displaystyle L\cap T_{0}} (линейные, сохраняющие 0), {\displaystyle L\cap T_{1}} (линейные сохраняющие 1), {\displaystyle L\cap S} (линейные самодвойственные) и {\displaystyle U} (класс всех функций с не более чем одной существенной переменной). Любой собственный подкласс {\displaystyle L} может быть достроен до предполного в {\displaystyle L}. Как и для всех замкнутых классов в {\displaystyle P_{2}}, для класса линейных функций верен аналог малой теоремы Поста: система линейных функций полна в {\displaystyle L} тогда и только тогда, когда в ней содержится несамодвойственная функция, не сохраняющая {\displaystyle 0} функция, не сохраняющая {\displaystyle 1} функция и функция, имеющая не менее двух существенных переменных.
Двойственная к линейной функции тоже линейна, то есть класс {\displaystyle L} — самодвойственнен. Примеры базисов в {\displaystyle L}: {\displaystyle \{\oplus ,1\},\{\leftrightarrow ,0\}},{\displaystyle \{x\oplus y\oplus z,0,1\}}. Минимальное количество функций в базисе — {\displaystyle 2}, максимальное — {\displaystyle 3}. В {\displaystyle L} нет шефферовой функции. Порядок класса линейных функций равен {\displaystyle 2}.
Линейная функция сохраняет {\displaystyle 0} тогда и только тогда, когда в её полиноме Жегалкина свободным членом является {\displaystyle 0}. Линейная функция сохраняет {\displaystyle 1} тогда и только тогда, когда в её полиноме Жегалкина нечётное число ненулевых слагаемых. Двойственно, линейная функция сохраняет {\displaystyle 1} тогда и только тогда, когда в её кополиноме Жегалкина свободным членом является {\displaystyle 1}. Линейная функция сохраняет {\displaystyle 0} тогда и только тогда, когда в её кополиноме Жегалкина нечётное число неединичных слагаемых.
Линейная функция самодвойственна тогда и только тогда, когда она содержит нечётное число существенных переменных. Эквивалентно: линейная функция самодвойственна тогда и только тогда, когда в её полиноме (кополиноме) нечётное число переменных с ненулевым коэффициентом. Поэтому, если линейная функция не сохраняет {\displaystyle 0} и не сохраняет {\displaystyle 1}, то она самодвойственна. Отсюда следует ограничение на минимальное число функций в базисе. Монотонные линейные функции исчерпываются постоянными функциями и селекторами.

## Леммы о нелинейных функциях
Первая лемма о нелинейной функции. Из нелинейной функции, отрицания, тождественной {\displaystyle 1} и тождественного {\displaystyle 0} можно получить конъюнкцию.
Эта лемма используется в одном из доказательств малой теоремы Поста. Следствием из этой леммы является то, что из того же набора функций (нелинейной, отрицания и обеих констант) можно получить вообще любую булеву функцию.
Вторая лемма о нелинейной функции. Из нелинейной функции можно получить нелинейную функцию от трёх переменных {\displaystyle f(x,y,z)} такую, что {\displaystyle f(1,x,y)} тоже нелинейна.
Двойственное утверждение (что из нелинейной функции можно получить нелинейную функцию от трёх переменных {\displaystyle f(x,y,z)} такую, что {\displaystyle f(0,x,y)} тоже нелинейна) тоже верно. Из этой леммы следует, что из нелинейной функции и одной из констант можно получить нелинейную функцию от двух переменных. Данная лемма используется, например, в доказательстве малой теоремы Поста для класса самодвойственных функций.